# Solanges Nadille
Solanges Nadille, née le 24 septembre 1976, est une femme politique française, membre du parti Guadeloupe unie, solidaire et responsable (GUSR).
Lors des élections sénatoriales de 2023, elle est élue sénatrice de la Guadeloupe. 

## Biographie
Solanges Nadille, née le 24 septembre 1976, est mère de deux enfants. De 2017 à 2019, elle est gestionnaire administrative et financier dans l’Indre-et-Loire et instructrice des dossiers de formation au conseil régional. En 2020 et 2021, Solanges Nadille est rédactrice territoriale au sein de la communauté d'agglomération du Nord Basse-Terre. Depuis juillet 2023, elle travaille dans le secteur privé chargée d'insertion professionnelle.
Depuis 2020, Solanges Nadille est maire adjointe de Terre-de-Bas, dont la maire est sa mère Rolande Nadille-Vala. Lors des élections sénatoriales de 2023, elle se présente en deuxième position sur la liste de Guadeloupe unie, solidaire et responsable menée par le sénateur sortant Dominique Théophile. Elle est élue sénatrice de la Guadeloupe en septembre 2023,.